# Arroio Feitoria
Arroio Feitoria är ett vattendrag i Brasilien.   Det ligger i delstaten Rio Grande do Sul, i den södra delen av landet, 1 600 km söder om huvudstaden Brasília.
Runt Arroio Feitoria är det i huvudsak tätbebyggt. Runt Arroio Feitoria är det tätbefolkat, med 790 invånare per kvadratkilometer.